# Mikołajewo (Wągrowiec)
Pour les articles homonymes, voir Mikołajewo.
Mikołajewo (prononciation : [mikɔwaˈjɛvɔ]) est un hameau polonais du village de Wiatrowiec de la gmina de Wągrowiec dans le powiat de Wągrowiec de la voïvodie de Grande-Pologne dans le centre-ouest de la Pologne.
Il se situe à environ 7 km à l'ouest de Wągrowiec (siège de la gmina et du powiat), et à 45 km au nord de Poznań (capitale de la Grande-Pologne).
Le village possédait une population de 75 habitants en 2013.

## Histoire
De 1975 à 1998, le village faisait partie du territoire de la voïvodie de Piła.

Depuis 1999, Mikołajewo est situé dans la voïvodie de Grande-Pologne.